# Armoriale dei comuni della provincia di Piacenza
Questa pagina contiene le armi (stemmi e blasonature) dei comuni della provincia di Piacenza.
| Stemma | Comune e blasonatura | Gonfalone e/o bandiera |
| ------ | --- | ---------------------- |

Stemma della Provincia di Piacenza

|        | Agazzano D'azzurro, al leone rampante d'oro tenente nella branca destra una spada sguainata d'oro, alla banda d'argento, attraversante, accostata da due stelle d'oro; al capo di porpora, caricato dell'emblema della Repubblica. R.D. del 19 febbraio 1934 Gonfalone: drappo di verde… |                        |
|        | Alseno Di verde a tre torri d'argento, merlate alla guelfa, chiuse, finestrate ciascuna di tre in palo murate di nero; quella centrale caricata di due pastorali abbaziali d'oro decussati; il tutto abbassato di un capo partito: a) d'azzurro cuneato d'oro di tre, b) di rosso a tre pali d'argento caricato da una fascia dello stesso. Ornamenti esteriori di Comune. D.P.R. del 21 marzo 1974 Gonfalone: drappo di rosso… |                        |
|        | Alta Val Tidone |                        |
|        | Besenzone Troncato: nel 1º, di rosso, alla fenice sulla sua immortalità, di oro, le fiamme uscenti dalla linea di partizione; nel 2º di nero pieno. D.P.R. del 13 gennaio 1994 Gonfalone: drappo troncato di giallo e di rosso… |                        |
|        | Bettola D'azzurro, alla figura di una giovane ignuda di carnagione, crinita al naturale, ritta in maestà e tenente con la mano destra un morso (freno) di cavallo d'oro, la sinistra alzata e reggente un lungo breve d'argento, svolazzante in fascia dietro la testa e in seguito accollato al corpo con la scritta "Ora di libertà già fui freno" a caratteri maiuscoli di nero; la giovane oltrepassa due torri poste ai suoi lati d'argento, finestrate e murate di nero, ognuna munita di quattro merli alla guelfa, fondate sopra un terreno di verde dallo sfondo collinoso del medesimo, con al centro un fiume defluente in punta d'azzurro, spumeggiante d'argento, bagnante i piedi della giovane. Gonfalone: drappo di azzurro… |                        |
|        | Bobbio D'argento alla croce di rosso, accantonata nella parte superiore da due colombi al naturale, posati sui bracci laterali della croce. D.C.G. dell'8 novembre 1929 Gonfalone: Drappo azzurro, merlato all'estremità inferiore e recante nel mezzo lo stemma, sormontato dalla dicitura in oro CITTA' DI BOBBIO. |                        |
|        | Borgonovo Val Tidone Partito: nel PRIMO di rosso al dado argento; nel SECONDO d'azzurro al leone d'oro, lampassato di rosso, all'alemanna, tenente con le branche anteriori un cotogno, del campo, gambuto e fogliato di verde.Ornamenti esteriori da Comune. Motto: Facta est in arcem su nastro d'argento. Gonfalone: drappo di colore verde riccamente ornato di ricami d'argento e caricato dello Stemma con l'iscrizione centrata in argento “Comune di Borgonovo V.T.” Le parti di metallo ed i nastri saranno dorati. L'asta verticale sarà ricoperta di velluto rosso con bullette argentate poste a spirali. Nella freccia sarà rappresentato lo stemma del Comune e sul gambo inciso il nome. Cravatta e nastri tricolori dai colori nazionali frangiati d'argento.                                                                           |                        |
|        | Cadeo D'azzurro alla chiesa con campanile di rosso, fondata su una pianura erbosa di verde e sormontata da due bordoni d'oro, posti in croce di S. Andrea. R.D. del 3 aprile 1930 Gonfalone: drappo di azzurro… |                        |
|        | Calendasco Partito: nel 1° di rosso alla spiga di grano d'oro, posta in palo; nel 2° di azzurro a tre bisanti d'oro, posti 1, 2. R.D. del 26 luglio 1929 Gonfalone: Drappo di bianco… R.D. del 26 luglio 1929 |                        |
|        | Caorso di rosso ai due leoni d'oro, illeoparditi, posti in palo. R.D. del 1º giugno 1931 Gonfalone: Drappo di rosso… |                        |
|        | Carpaneto Piacentino D'oro, al carpino sradicato al naturale. R.D. del 16 gennaio 1930 Gonfalone: drappo di azzurro… |                        |
|        | Castel San Giovanni Campo di cielo, al castello torricellato e merlato di tre di rosso, murato di nero, chiuso con saracinesca di ferro, accollato ad una catena montana al naturale, e fondato su pianura erbosa di verde; dalla porta esce un fiume d'azzurro ombrato d'argento, ondeggiante, in palo verso la punta. D.P.C.M. del 21 gennaio 1929 Gonfalone: drappo di rosso, riccamente ornato di ricami d'oro e caricato dallo stemma civico con la iscrizione centrata in oro recante la denominazione della Città. Le parti di metallo ed i cordoni saranno dorati. L'asta verticale sarà ricoperta di velluto rosso, con bullette dorate poste a spirale. Nella freccia sarà rappresentato lo stemma della Città e sul gambo inciso il nome. Cravatta con nastri tricolorati dai colori nazionali frangiati d'oro. D.P.R. del 24 settembre 2010 |                        |
|        | Castell'Arquato Di rosso, al castello d'argento, torricellato di un pezzo, merlato alla ghibellina, aperto, finestrato e murato di nero, accostato da due stelle di sei raggi d'oro ed accompagnato in punta da un giglio dello stesso; a due leoni controrampanti al castello ed affrontati, pure d'oro. D.P.C.M. del 15 agosto 1929 Gonfalone: Drappo di rosso… |                        |
|        | Castelvetro Piacentino Spaccato: nel 1° d'oro, a tre fiocchi d'argento; nel 2° d'azzurro, ad una torre d'argento, merlata, nella campagna di verde. R.D. del 1º marzo 1934 Gonfalone: Drappo d'azzurro… |                        |
|        | Cerignale D'argento, al castello di rosso, merlato alla guelfa, aperto di nero, all'aquila al naturale, dal volo spiegato, coronata d'oro, posata sui merli del castello. D.P.R. del 14 giugno 1953 Gonfalone donato nel 1925 da Genova: sormontato dalla Croce di Genova, in basso a sinistra, figura l'arma dei Fieschi a bande d'argento in campo azzurro, e nella parte destra la spiga d'oro in campo rosso. |                        |
|        | Coli D'argento, al castello di rosso, torricellato di uno, aperto e finestrato del campo, fondato su un monte di verde, accompagnato in capo da tre gigli di rosso, posti tra i pendenti di un lambello dello stesso. D.P.R. del 21 novembre 1956 Gonfalone: Drappo troncato di rosso e di bianco… |                        |
|        | Corte Brugnatella D'oro ad una pergola di verde ondata d'argento, accompagnata in capo da un prugno sradicato al naturale fruttato d'argento e fiancheggiata da uno spino secco di nero e da una pastorale di rosso posti in palo. D.P.R. del 22 luglio 1982 Gonfalone: drappo partito di bianco e di verde riccamente ornato di ricami d'argento e caricato dello stemma con la iscrizione centrata in argento: Comune di Corte Brugnatella. L'asta verticale è ricoperta di velluto dei colori del drappo, alternati, con bullette argentate poste a spirale. Nella freccia è rappresentata lo stemma e sul gambo inciso il nome. Cravatta e nastri tricolorati dai colori nazionali frangiati d'argento. |                        |
|        | Cortemaggiore D’azzurro, all'albero al naturale, radicato sul sommo di un monte di tre colli di verde, movente dalla punta; la chioma ovale dell'albero racchiudente un putto ignudo di carnagione, stante in maestà col braccio destro levato, la mano indicante il cielo; il tronco accollato da un breve svolazzante in fascia d'argento con la scritta “Nil sanctius quam recta fides” a caratteri maiuscoli di nero; l'insieme è accompagnato fa un sole rifulgente d’oro, fuoriuscente dal cantone destro del capo. Gonfalone: Drappo di azzurro… |                        |
|        | Farini D'azzurro, all'aquila rivoltata d'argento, posata sul sommo di un monte di tre vette di verde e innevate pure d'argento, movente dalla punta; al capo di Savoia (che è di rosso alla croce d'argento). Gonfalone: drappo di rosso… |                        |
|        | Ferriere Di rosso all'incudine d'argento, posta su un treppiede con un martello appoggiato sul margine superiore. Gonfalone: drappo partito di rosso e di bianco… |                        |
|        | Fiorenzuola d'Arda Di rosso a tre rose d'argento, disposte 2, 1. D.P.C.M. dell'11 marzo 1995 Gonfalone: Drappo trinciato di rosso e di bianco… |                        |
|        | Gazzola D'azzurro, al pozzo con secchiello, catena e puleggia, sul quale una gazza e posto su campagna erbosa, il tutto al naturale. R.D. del 5 settembre 1929 Gonfalone: drappo di verde… |                        |
|        | Gossolengo Troncato: nel 1°, di rosso, all'elefante d'argento, gualdrappato d'azzurro, fermo sulla linea di partizione; nel 2° d'azzurro; alla campagna erbosa, caricata nella parte superiore dal fiume posto in fascia, d'argento, esso fiume accompagnato da quattro alberi di verde, fustati al naturale, posti nel seguente ordine: a destra, il primo nodrito al di qua del fiume, attraversante, il secondo nodrito al di là del fiume sulla linea di partizione, a sinistra i due alberi posti nella stessa guisa. D.P.R. dell'11 marzo 1991 Gonfalone: drappo troncato di azzurro e di rosso… |                        |
|        | Gragnano Trebbiense D'azzurro alla banda caricata da due stelle (6) d'oro, accompagnata sopra dalla figura di S. Antonino, sotto da due rami di quercia e d'alloro annodati da un nastro dai colori nazionali. R.D. del 19 luglio 1941 Gonfalone: drappo d'azzurro… |                        |
|        | Gropparello Gonfalone: drappo d'azzurro… |                        |
|        | Lugagnano Val d'Arda Partito: nel 1° d'azzurro al leone d'oro, armato e lampassato di rosso, impugnante con le branche un ramo di mela cotogna al naturale fruttato di tre d'oro; nel 2° cotissato d'oro e di rosso di dodici pezzi. D.P.R. del 2 ottobre 1974 Gonfalone: drappo partito di rosso e di azzurro… |                        |
|        | Monticelli d'Ongina D'argento, all'aquila al naturale dal volo abbassato, coronata d'oro e sostenuta dalla cima di due monti di verde uscenti dalla punta. D.P.R. del 6 febbraio 1963 Gonfalone: drappo partito di verde e di bianco… |                        |
|        | Morfasso D'argento, alla fascia d'azzurro carica di una spiga di grano d'oro posta nel senso della fascia, accompagnata sopra da un leone tenente con le branche anteriori e posteriori un ramo di cotogno e sotto da un orso fermo, legato con catena accollata in due giri ad una colonna attraversante sull'orso, il tutto al naturale. D.P.R. del 6 ottobre 1953 Gonfalone: drappo partito di azzurro e di bianco… |                        |
|        | Ottone Troncato semipartito: il primo d'oro, all'aquila di nero; il secondo d'azzurro, a due torri d'argento, murate di nero, merlate alla ghibellina; il terzo d'argento, ad una testa di carnagione, posta di fianco e coronata d'oro all'antica. Gonfalone: Drappo troncato di bianco e di giallo riccamente ornato di ricami d'argento e caricato dello stemma con la iscrizione centrata in argento: Comune di Ottone. D.P.R. del 9 marzo 1982 Gonfalone donato nel 1925 da Genova: in alto l'aquila ad ali spiegate e in basso, a destra, la testa dell'imperatore Ottone con sopra la scritta ‹Octoni›, a sinistra il castello. |                        |
|        | Piacenza Partito al primo di rosso al dado d'argento; al secondo d'argento alla lupa d'azzurro, lampassata di rosso, passante. R.D. del 27 settembre 1938 Gonfalone: Drappo di forma rettangolare di colore bianco… Il comune usa anche un drappo di rosso con al centro un rettangolo di tessuto bianco che porta al centro lo stemma civico |                        |
|        | Pianello Val Tidone D'argento a tre fasce di rosso R.D. del 15 maggio 1930 Gonfalone: Drappo troncato di bianco e di rosso… |                        |
|        | Piozzano Un albero di pomo fruttato, di colore verde con tronco marrone in campo azzurro, poggiante sul centrale di tre monti verdi. Dai monti scaturisce un corso d'acqua. Gonfalone: Drappo di rosso… |                        |
|        | Podenzano Scudo troncato; nel primo d'azzurro al castello torricellato di uno, merlato alla ghibellina, d'argento, la parte centrale sormontata da una colomba dal volo abbassato, al naturale, raggiata d'oro; nel 2° spaccato inchiavato d'argento e di rosso. Lo scudo è incorniciato da una corona di foglie per metà di ulivo e per l'altra metà di quercia. R.D. del 10 aprile 1930 Gonfalone: Drappo a sfondo blu recante lo stemma del Comune con la dicitura dorata "Comune di Podenzano". |                        |
|        | Ponte dell'Olio Ponte d'oro, sormontato da stella d'argento in campo azzurro, con motto "DILEXI OPERAM". Gonfalone: drappo di azzurro… |                        |
|        | Pontenure Di rosso a tre dadi d'argento posti 2.1 R.D. del 13 gennaio 1931 Gonfalone: drappo partito di bianco e di rosso… |                        |
|        | Rivergaro Di rosso al leone di nero, sostenente colle branche destra anteriore e posteriore uno scudetto di azzurro crociato di argento, posto in banda. Capo del littorio di rosso (porpora) al Fascio Littorio d'oro, circondato da due rami di quercia e d'alloro annodati da un nastro dai colori nazionali. Ornamenti esteriori da Comune". R.D. del 9 dicembre 1937 Gonfalone: Drappo di colore rosso riccamente ornato di ricami d'argento e caricato dello stemma sopra descritto con l'iscrizione centrata in argento: “COMUNE DI RIVERGARO”. R.D. del 24 ottobre 1941 |                        |
|        | Rottofreno Di rosso, alla testa e collo di cavallo bianco, al naturale, movente dal lato sinistro dello scudo, imbrigliato, col freno rotto in bocca, il tutto d'oro. R.D. del 16 agosto 1929 Gonfalone: drappo di rosso… |                        |
|        | San Giorgio Piacentino Di rosso, alla figura di San Giorgio a cavallo calpestante il drago, il tutto al naturale, sormontato in capo da una stella d'argento. R.D. del 26 agosto 1929 Gonfalone: Drappo di azzurro… |                        |
|        | San Pietro in Cerro D'argento, al cerro al naturale, sradicato, attraversato sul tronco, da due fasce d'azzurro, la prima caricata di due, la seconda di uno, quadrati d'argento. D.C.G. del 9 settembre 1928 Gonfalone: Drappo di azzurro con bordatura partita di verde e di bianco… |                        |
|        | Sarmato D'oro al castello torricellato di tre di rosso, aperto e finestrato di nero, la torre centrale, più alta, banderuolata d'azzurro, alla banda d'argento, accostata da due stelle dello stesso. R.D. del 10 marzo 1932 Gonfalone: drappo di azzurro… |                        |
|        | Travo Partito: nel 1° di azzurro alla figura di un guerriero romano vestito d'argento (S. Antonino patrono di Piacenza) in piedi su campagna di verde, impugnante con la destra il gonfalone piacentino; nel 2° di rosso ai quattro promontori d'argento sormontati da un'arma di Minerva Medica dello stesso. D.P.R. del 10 dicembre 1965 Gonfalone: drappo partito di rosso e di azzurro… |                        |
|        | Vernasca D'argento, all'aquila rivolta di nero, coronata dello stesso, impugnante con gli artigli un fulmine fiammante. D.P.R. del 6 febbraio 1978 Gonfalone: drappo troncato di rosso e di bianco… |                        |
|        | Vigolzone Troncato cuneato d'argento e di rosso, il secondo di 4 pezzi; al colmo di rosso pieno. Gonfalone: drappo di giallo… |                        |
|        | Villanova sull'Arda D'argento, alla fascia ondata d'azzurro, accompagnata in capo da una stella dello stesso e attraversata da un albero al naturale, nodrito sulla campagna di verde. D.P.R. del 20 novembre 1958 Gonfalone: drappo partito di verde e di bianco… |                        |
|        | Zerba Bandato di rosso e d'argento, ad uno spino di verde fiorito di argento di cinque pezzi, nodrito sulla cima mediana di un monte(3) di verde all'italiana uscente dalla punta. Ornamenti esteriori del Comune. D.P.R. del 20 ottobre 1953 Gonfalone: Drappo trinciato di rosso e di bianco, riccamente ornato di ricami d'argento e caricato dello stemma sopradescritto con l'iscrizione centrata in argento: Comune di Zerba. Gonfalone donato nel 1925 da Genova: in alto la croce di Genova in campo d'argento; in basso a sinistra, la torre rossa sormontata da un ‹volo› nero (aquila), sempre in campo d'argento, e a destra invece, in campo azzurro, l'emblema dei monti d'oro |                        |
|        | Ziano Piacentino Inquartato: il PRIMO e il QUARTO, di rosso, al leone d'argento, coronato d'oro; il SECONDO e il TERZO, d'argento, alla torre di rosso, mattonata di nero, merlata alla guelfa di tre, finestrata e chiusa di azzurro. Ornamenti esteriori da Comune. D.P.R. del 19 marzo 2003 Gonfalone: Drappo di azzurro… |                        |

## Ex comuni
| Stemma | Ex Comune e blasonatura | Gonfalone |
| ------ | --- | --------- |
|        | Caminata (dal 2018 soppresso per la costituzione del comune di Alta Val Tidone) Tagliato: nel 1º d'azzurro, al sigillo a mandorla d'argento, raffigurante al centro San Colombano delineato in nero, ritto in maestà e reggente con la mano destra il pastorale, la spalla sinistra sormontata da una colomba volante; il sigillo attorniato dalla scritta "S. Abbatius sci Columbani d' Bobio"; nel 2º di rosso, alla rocca d'argento, munita di una torre, fondata sopra una catena montuosa di verde, movente dalla punta; la rocca è accompagnata in capo a sinistra da un rapace volante dal piumaggio bruno al naturale. Gonfalone: drappo tagliato di azzurro e di rosso… |           |
|        | Nibbiano (dal 2018 soppresso per la costituzione del comune di Alta Val Tidone) Di azzurro, al nibbio rivoltato, volante, posto nel punto d'onore, d'argento, accompagnato in punta dalla gemella posta in fascia, d'argento, fluttuosa di nero. D.P.R. del 31 maggio 1999 Gonfalone: drappo di bianco… |           |
|        | Pecorara (dal 2018 soppresso per la costituzione del comune di Alta Val Tidone) Di rosso, al leone d'oro, coronato dello stesso, poggiato sulla cima di un monte al naturale. D.P.R. del 26 ottobre 1952 Gonfalone: Drappo di azzurro… |           |
|        | San Lazzaro Alberoni (dal 1923 aggregato al comune di Piacenza) |           |